# Ehrenhain (Bad Schwartau)

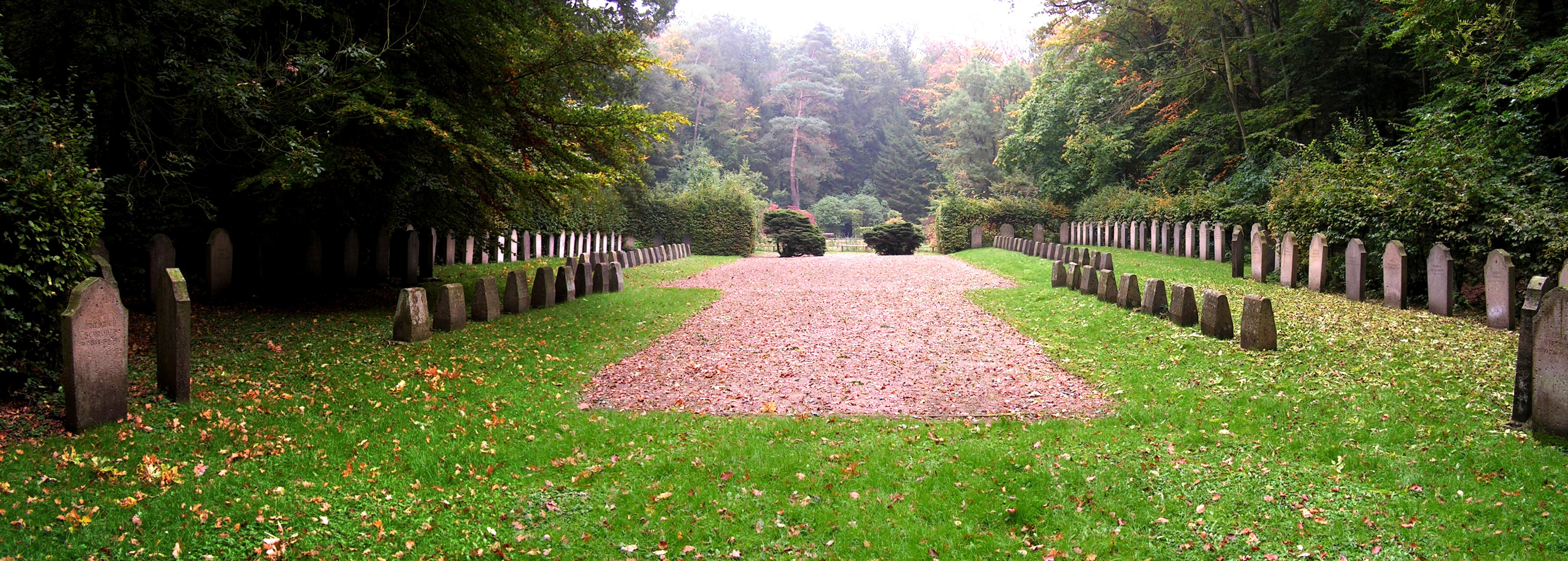
Ehrenhain Bad Schwartau, Blick nach Osten

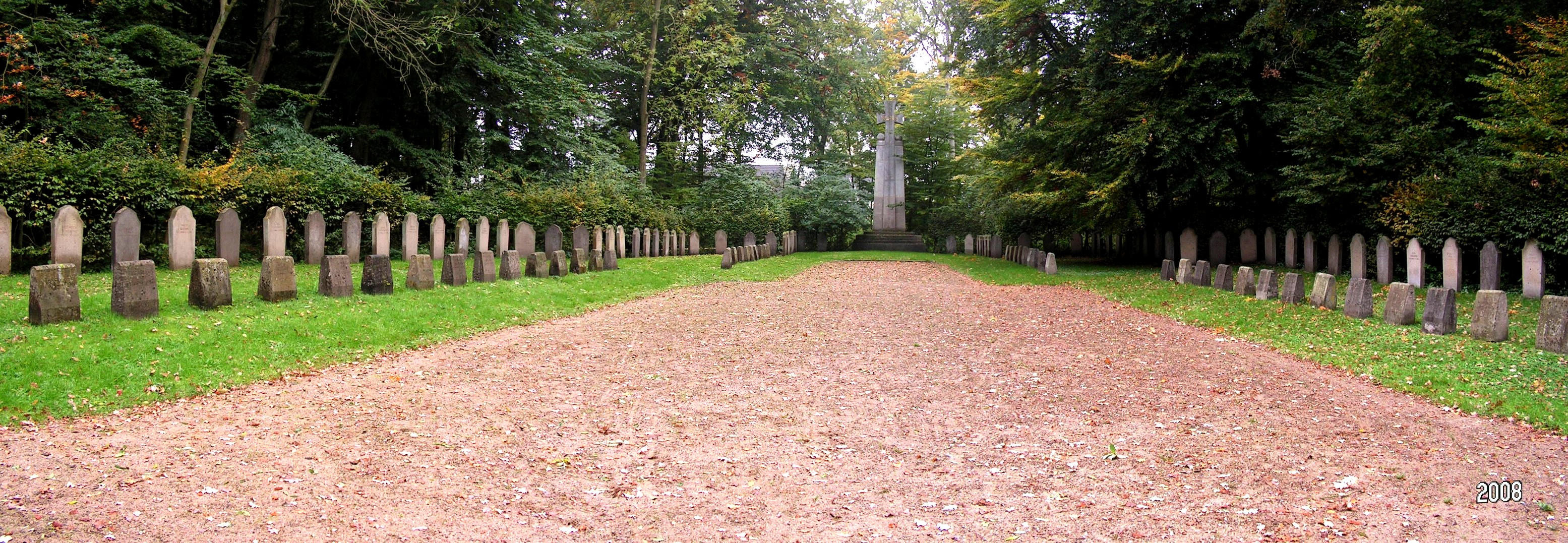
Ehrenhain Bad Schwartau, Blick nach Westen

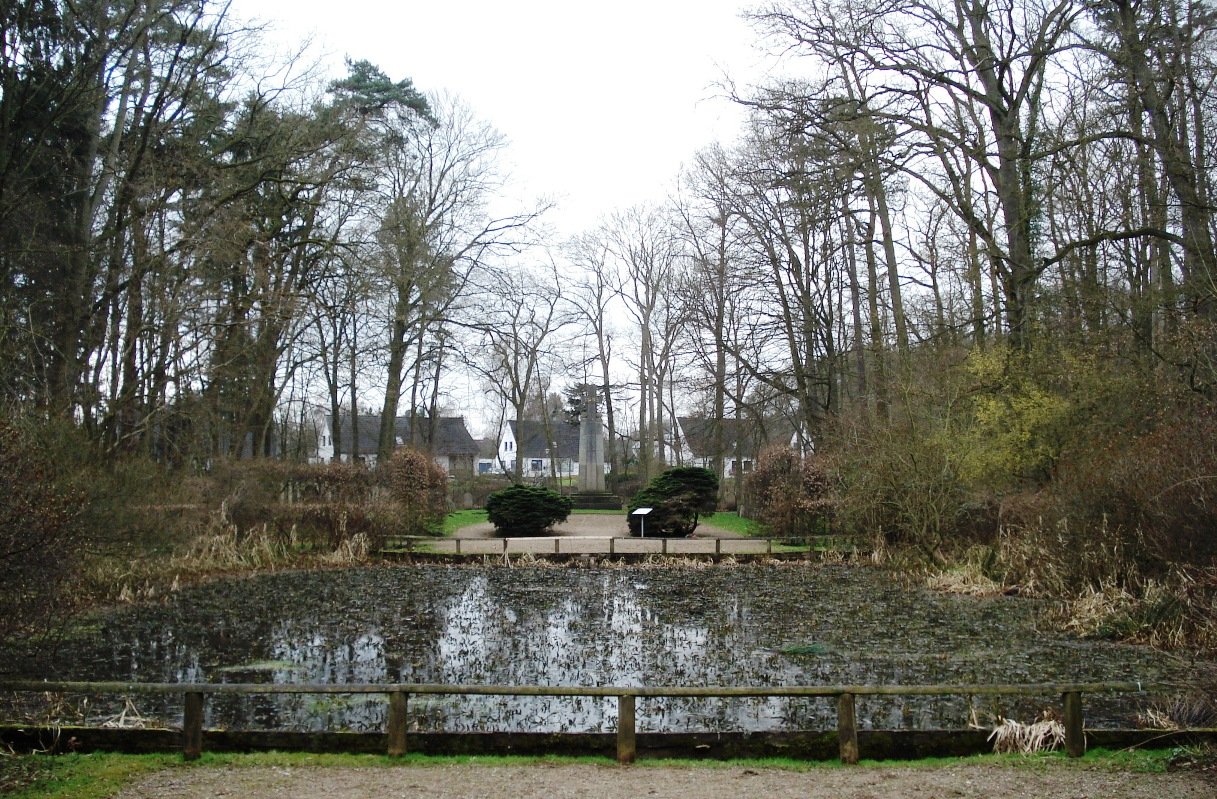
Der Teich des Ehrenhaines

Der Ehrenhain ist eine Gedenkstätte der Stadt Bad Schwartau für die Opfer des Ersten Weltkrieges.
Er liegt in dem Wald Riesebusch an der L 309 nördlich von Bad Schwartau.

## Geschichte
Der Ehrenhain wurde im Jahre 1918 von dem bekannten Lübecker Gartenarchitekten Harry Maasz fertiggestellt. Im Jahre 1957 folgte eine halbkreisförmige Erweiterung für die Opfer des Zweiten Weltkrieges mit einer Skulptur des Bildhauers Jürgen Maass, eines Sohnes von Harry Maasz.

## Architektur
Die Anlage wurde, wie der ebenfalls von Maasz geschaffene Ehrenfriedhof in Lübeck, streng geometrisch konzipiert und ist ca. 120 m lang und 50 m breit.
Entlang einer in ost-westlicher Richtung verlaufenden Achse sind symmetrische und kreisförmige Unterbrechungen
angeordnet. Am westlichen Ende findet sich die Gedenksäule (eine ca. 7 m hohe Säule mit eingelassenem Kreuz) mit den Gedenksteinen davor in hufeisenförmiger Anordnung.
Es befinden sich an beiden Seiten der Anlage jeweils 91 hohe Gedenksteine, davor im Innern 52 niedrigere Gedenksteine. Jede dieser Stelen enthält den Namen eines Gefallenen und seiner Lebensdaten – wobei Gefallene aus derselben Familie sich auf derselben Stele befinden. Aus der Not der Nachkriegszeit heraus handelt es sich bei den Gedenksteinen um einfache Betonkörper.
Am östlichen Ende befindet sich ein ovaler Teich.
Die Einfassung der einzelnen Gestaltungselemente wurde in Form von schmalen Buchenhecken vorgenommen.

## Sonstiges
Zu Bad Schwartau gehörten 1918 nur die heutigen Ortsteile Schwartau und Kaltenhof – die heutigen Ortsteile Groß Parin, Cleverbrück und Rensefeld sind daher nicht in der Anlage vertreten.

## Quellen

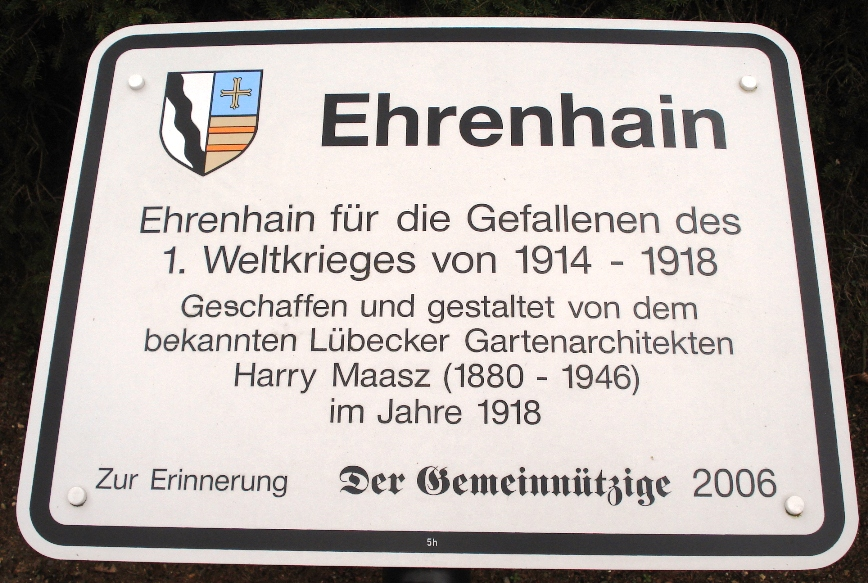
Informationstafel am Ehrenhain